# Fizyka doświadczalna
Fizyka doświadczalna – sposób uprawiania fizyki polegający na wykonywaniu pomiarów. Pomiar – ilościowe porównanie wartości wielkości mierzonej z wzorcem – powinien być powtarzalny w czasie w granicach niepewności pomiarowej. 
Fizyka doświadczalna pozwala weryfikować prawa fizyki, otrzymane w ramach fizyki teoretycznej. Z drugiej strony ona sama nie może być uprawiana bez teorii, która pozwala formułować te prawa.